# Xylotrechus clabauti
Xylotrechus clabauti là một loài bọ cánh cứng trong họ Cerambycidae.